# یک معمای جدید
یک معمای جدید (به هندی: Ek Nai Paheli) فیلمی محصول سال ۱۹۸۴ و به کارگردانی کی. بالاچاندر است. در این فیلم بازیگرانی همچون کمال حسن، راج کومار، هما مالینی، پادمینی کولاپوری، سورش اوبروی، محمود علی، جانی لور ایفای نقش کرده‌اند.